# Кулишейка
Кулишейка — село в составе  Русско-Баймаковского сельского поселения Рузаевского района Республики Мордовия.

## География
Находится на расстоянии примерно 19 км на запад от районного центра города Рузаевка.

## История
Известно с 1869 году как владельческая деревня Инсарского уезда из 60 дворов.

## Население
Постоянное население составляло 36 человек (русские 86%) в 2002 году, 25 в 2010 году.